# Feu blanc

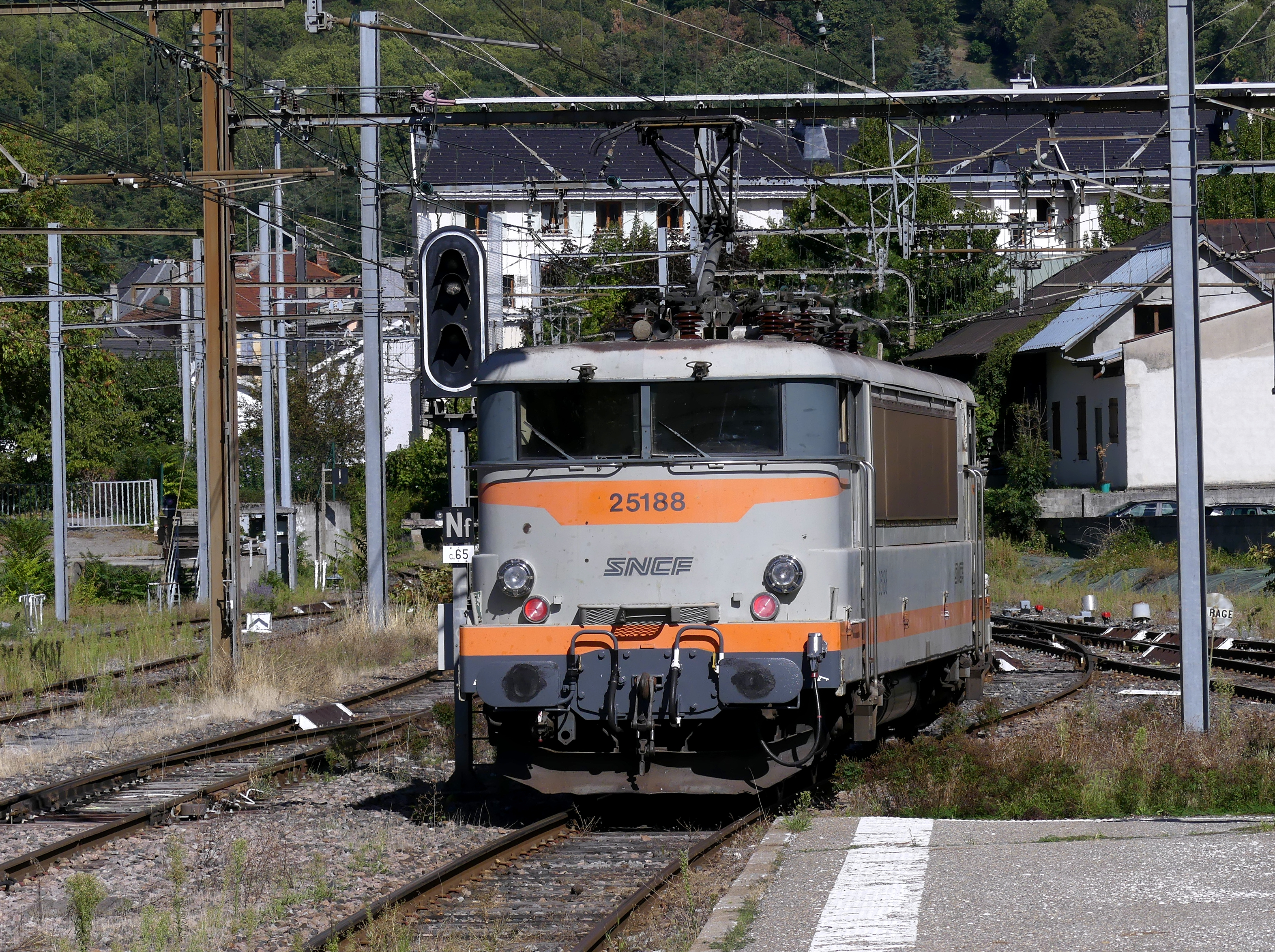
Feu blanc autorisant la manœuvre de rebroussement de la BB 25188 en gare d'Albertville.

Le feu blanc, aussi appelé manœuvre, est un signal ferroviaire de type SNCF.

## Définition
En signalisation mécanique, il correspond au carré violet ouvert, c'est-à-dire cocarde tournée (donc masquée).

Le feu blanc commande ou confirme la marche en manœuvre (sauf lorsqu'il donne accès à une voie principale : il commande alors la marche à vue jusqu'au signal commandant l'entrée dans le canton suivant). Le conducteur ne doit pas dépasser la vitesse de 30 km/h sur les appareils de voie.

## Couleur du feu
Toutes les couleurs de feux sont définies avec précision. La couleur du feu blanc est définie comme blanc lunaire, obtenue avec un filtre bleuâtre et un éclairant à incandescence. Comme il n'y a qu'un blanc, de la même façon qu'il n'y a qu'un rouge, orange, vert et un seul violet, on n'a pas besoin en général de préciser feu blanc lunaire, feu blanc suffit. La teinte bleuâtre rend le signal plus différent de l'éclairage, et évite qu'il paraisse orangé pâle en lumière du jour.